# Jehněčí dvůr
Jehněčí dvůr (Schwartze Lammhof) je hospodářská usedlost v Praze 6 v ulici Horoměřická, která stojí ve stráni při hlavní silnici severně od Jenerálky. Původně patřila do katastru obce Nebušice, kde měla čp. 47. Je chráněna jako kulturní památka České republiky.

## Historie
Původní viniční usedlost byla v polovině 18. století přestavěna na větší hospodářský dvůr - ovčín. Opravy a přestavby se dočkaly střechy, krovy a podlahy a dvůr získal kolny. Roku 1807 byla postavena patrová sýpka se štítem a obytné stavení.
Roku 1840 měl dvůr již pět objektů (obytný dům a hospodářské stavby) a v držení jej měl Franz Fritsch. Přízemní obytný dům měl tři pokoje a komoru, mezi značně rozsáhlé pozemky patřily louky, pole, pastviny a zahrady včetně zelinářské. Roku 1886 přistavěl majitel k obytné budově podkroví a zvýšil štíty.

### Po roce 1945
Do roku 1973 sídlilo ve dvoře JZD Rudá záře Horoměřice. Poté sem byl umístěn archiv Útvaru rozvoje hlavního města Prahy a dále zde funguje ve formě archivu následnického Institutu plánování a rozvoje.